# 22870 Rosing
22870 Rosing (1999 RO193) là một tiểu hành tinh vành đai chính được phát hiện ngày 14 tháng 9 năm 1999 bởi C. W. Juels ở Fountain Hills.